# Палюта, Михал
Михал Палюта (пол. Michał Paluta); (род. 4 октября 1995, Стшельце-Краеньске, Любушское воеводство) — польский профессиональный шоссейный велогонщик, выступающий за команду мирового тура «CCC Team». Чемпион Польши по шоссейному велоспорту в групповой гонке (2019).

## Достижения

### Циклокрос
2011—2012
1-й  Чемпион Польши (юниоры)
2012—2013
1-й  Чемпион Польши (юниоры)
2013—2014
3-й  Чемпионат Польши U23
2014—2015
2-й  Чемпионат Польши U23

### Шоссе
2013
1-й  Чемпион Польши — Индивидуальная гонка (юниоры)
7-й Чемпионат Европы — Индивидуальная гонка (юниоры)
2015
1-й  Чемпион Польши — Групповая гонка U23
3-й  Чемпионат Польши — Индивидуальная гонка U23
2016
1-й  Чемпион Польши — Групповая гонка U23
2-й  Чемпионат Польши — Индивидуальная гонка U23
2-й Carpathian Couriers Race U23 — Генеральная классификация
1-й — Этап 2
2017
8-й Чемпионат мира — Индивидуальная гонка U23
2019
1-й  Чемпион Польши — Групповая гонка
8-й Korona Kocich Gór